# Shanghai Automotive Industry Corporation

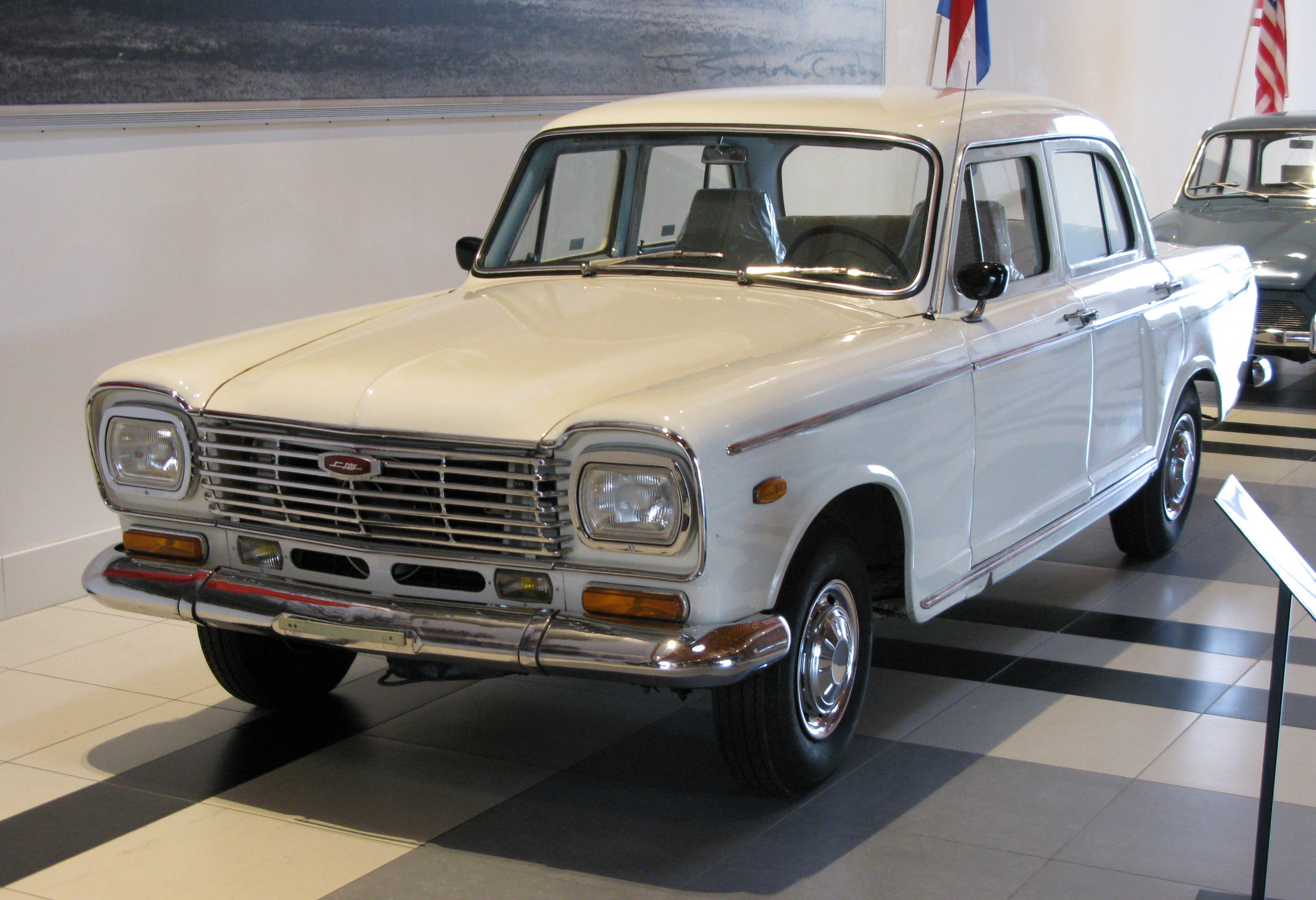
Shanghai SH760 uit 1986

Shanghai Automotive Industry Corporation, afgekort tot SAIC, Chinees: 上海汽车工业(集团)总公司, Pinyin: Shànghǎi Qichē Gõngyè (Jítuán) Zǒnggõngsī; of 上汽, Shàngqi) is een autofabriek, die in 1958 in de Volksrepubliek China is opgericht. Het hoofdkantoor staat in Shanghai. SAIC produceert behalve auto's ook vrachtauto's en onderdelen. Het is in 2020 overgegaan tot de productie van elektrische auto's.  

## Geschiedenis
De onderneming is aan het einde van de 19e eeuw met de productie van voertuigen begonnen en heeft bijna 40 jaar van de economische ontwikkeling in China geprofiteerd, die iets voor 1980 is begonnen. SAIC heeft in 1978 een joint venture met General Motors opgericht en zes jaar later een vergelijkbare overeenkomst met Volkswagen. Het bezat in de periode 2004 tot en met 2010 een aandelenbelang van 51% in SsangYong van Zuid-Korea en had ook 20% van Chery Automobile in bezit, maar verkocht dat belang in 2004.
SAIC heeft in 2007 de Nanjing Automobile Group overgenomen, waardoor het voormalige Rover, nu in haar bezit is. Het raakte in 2004 bij het in moeilijkheden verkerende Rover betrokken. Na mislukte overnamegesprekken kocht het bedrijf de rechten voor de Rover 75, die het vanaf 2006 op de markt heeft gebracht, maar SAIC mocht de merknaam Rover niet gebruiken. Ford was de eerste rechthebbende dat de naam van BMW had gekocht. SAIC is daarom de auto's onder de naam Roewe gaan verkopen.
SAIC heeft in 2009 ook de Britse fabrikant van bestelwagens LDV overgenomen. Dit belang werd in SAIC Maxus ondergebracht. In maart 2011 werd bekend dat SAIC bestelauto’s ging verkopen onder de merknaam Maxus Da Tong, die op de LDV Maxus zijn gebaseerd.

## Activiteiten
Het is de grootste autofabrikant actief op de markt in China en behalve First Automobile Works, Dongfeng Motor Corporation, Chang'an Motors en Chery Automobile voor de markt wereldwijd een van de vijf grootste fabrikanten in China.
Veruit de belangrijkste activiteit is de SAIC Motor Corporation Limited, SAIC Motor. Dit is het grootste Chinese automobielbedrijf. Het is actief op het gebied van de ontwikkeling, productie en verkoop van motorvoertuigen en onderdelen als zelfstandige producent en in samenwerking met westerse autofabrikanten, zoals met Volkswagen AG, General Motors en Iveco.
SAIC haalde in 2019 een omzet van RMB 826 miljard. De verkopen daalden in het eerste kwartaal van 2020 met 56%, in heel China was de daling 42%, vooral als een gevolg van de coronapandemie.
De aandelen van de SAIC Motor staan genoteerd op de effectenbeurs van Shanghai.

### Bedrijfsonderdelen
- MG
- Roewe
- SAIC Maxus - bestelwagens
- Soyat - Chinees automerk, bouwt onder licenties van SEAT en Isuzu

#### Joint-ventures
- Shanghai Volkswagen Automotive 50%:

Deze joint venture is in oktober 1984 opgericht. De auto's worden verkocht onder de merknamen Volkswagen en Skoda.
- Shanghai General Motors Company 50%:

Deze joint venture is op 12 juni 1997 opgericht. SAIC-GM telt acht autofabrieken en vier fabrieken voor aandrijflijnen. De auto's worden verkocht onder de merknamen Buick, Chevrolet en Cadillac.
- SAIC-GM-Wuling Automobile 50%:

Op 18 november 2002 werd deze joint venture opgericht. GM heeft een aandelenbelang van 44%, SAIC houdt 50,1% van de aandelen en Guangxi Automobile Group Co. Ltd., het voormalige Wuling Motors, de resterende 5,9%. SAIC-GM-Wuling verkoopt mini-vrachtwagens en minibusjes van het merk Wuling en ook personenauto's met de merknaam Baojun.
- Shanghai-Sunwin Bus Corporation
- Shanghai-Huizhong Automotive Manufacturing
- Shanghai-Xingfu Motorcycle
- Shanghai-New Holland Agricultural Machinary
- Shanghai-Pengpu Machinary

## Verkoopcijfers
In de grafiek staan de totale verkopen van voertuigen sinds 2010:
Aiways · 
BAIC (Foton) · 
Brilliance · 
BYD · 
Changan · 
Chery · 
Denza · 
Dongfeng · 
FAW (Hongqi) · 
Geely (Lynk & Co · Zeekr) · 
Great Wall Motor · 
Hozon · 
Leapmotor · 
Li Auto · 
NIO · 
SAIC · 
Seres (AITO) · 
Xiaomi · 
XPeng